# Professional Bull Riders
Professional Bull Riders, Inc. (PBR) – międzynarodowa profesjonalna organizacja ujeżdżaczy byków mająca siedzibę w Fort Worth w stanie Teksas. Zawody organizowane przez PBR transmitowane są przez telewizje CBS. Ponad ośmiuset kowbojów z USA, Kanady, Meksyku, Brazylii i Australii posiada członkostwo Profesional Bull Riders.

## Historia
Organizacja powstała w 1992 dzięki staraniom dwudziestu kowbojów, z których każdy wpłacił na poczet rozwoju 1000 dolarów. Od tego czasu PBR rozwinęła się i obecnie organizuje 4 trasy (łącznie około 300 widowisk rocznie) na całym świecie, a pula na wygrane wzrosła z 250 tys. dolarów w 1994 do 11 milionów w 2008.

## Zasady
Główną "ligą" jest Unleash the Beast, na którą składa się corocznie 24 pokazów, w których bierze udział 35 najlepszych kowbojów. Wydarzeniom tym towarzyszą pokazy pirotechniczne, pulsująca muzyka i efekty specjalne. Jeźdźcy próbują utrzymać się na byku przez osiem sekund, po czym sędziowie oceniają występ zarówno byka, jak i ujeżdżającego. Na koniec zawodów piętnastu najlepszych zawodników konkurują ze sobą ponownie. Kowboj, który zgromadzi największą liczbę punktów w przeciągu całych zawodów, wygrywa. Zasada utrzymania się jedną ręką na byku została wprowadzona w 1992 r. i została uznana jako przymusową – złapanie byka oburącz automatycznie dyskwalifikuje zawodnika.

## Prezes
Prezesem Professional Bull Riders jest Sean Gleason.

## Relacje TV w Polsce
W Polsce powtórki z zawodów PBR pokazuje kanał Extreme oraz Polsat Sport.